# Bucher (sächsische Familie)

Wappen der Familie Bucher

Die Bucher waren ein sächsisches Bürgergeschlecht, das im 16. Jahrhundert vermutlich aus einer Eislebener Linie der fränkisch-sächsischen Familie Buchner (Bucher) hervorging. Ihr wohl prominentestes Mitglied war der Politiker und Diplomat Lothar Bucher (1817–1892).

## Herkunft und Geschichte
Hans Bucher († 1559), vermutlich ein Sohn des Eislebener Hüttenmeisters Lorenz Buchner (1481/82–1534) und seiner Ehefrau Euphemia Drachstedt († 1532), war der Stammvater eines Geschlechts von sächsischen Geistlichen über mehrere Generationen hinweg. Mit seinen Urenkeln Christoph Friedrich Bucher (1651–1714/16) und Johann Gottfried Bucher (1660–1738) teilte sich die Stammlinie in zwei Äste, aus denen einerseits z. B. der Arzt und Medizintheoretiker Urban Gottfried Bucher (1679–1725), der Altertumswissenschaftler Samuel Friedrich Bucher (1692–1765) und der Botaniker Christian Traugott Bucher (1764–1808) hervorgingen, andererseits der Politiker und Diplomat Lothar Bucher (1817–1892) und der Kunsthistoriker Bruno Bucher (1826–1899). Spätere Zweige beider Äste führten im 18. Jahrhundert überwiegend nach Dresden, wo Abkömmlinge (zumeist Juristen, Mediziner, Unternehmer und Militärs) bis ins 20. Jahrhundert lebten.

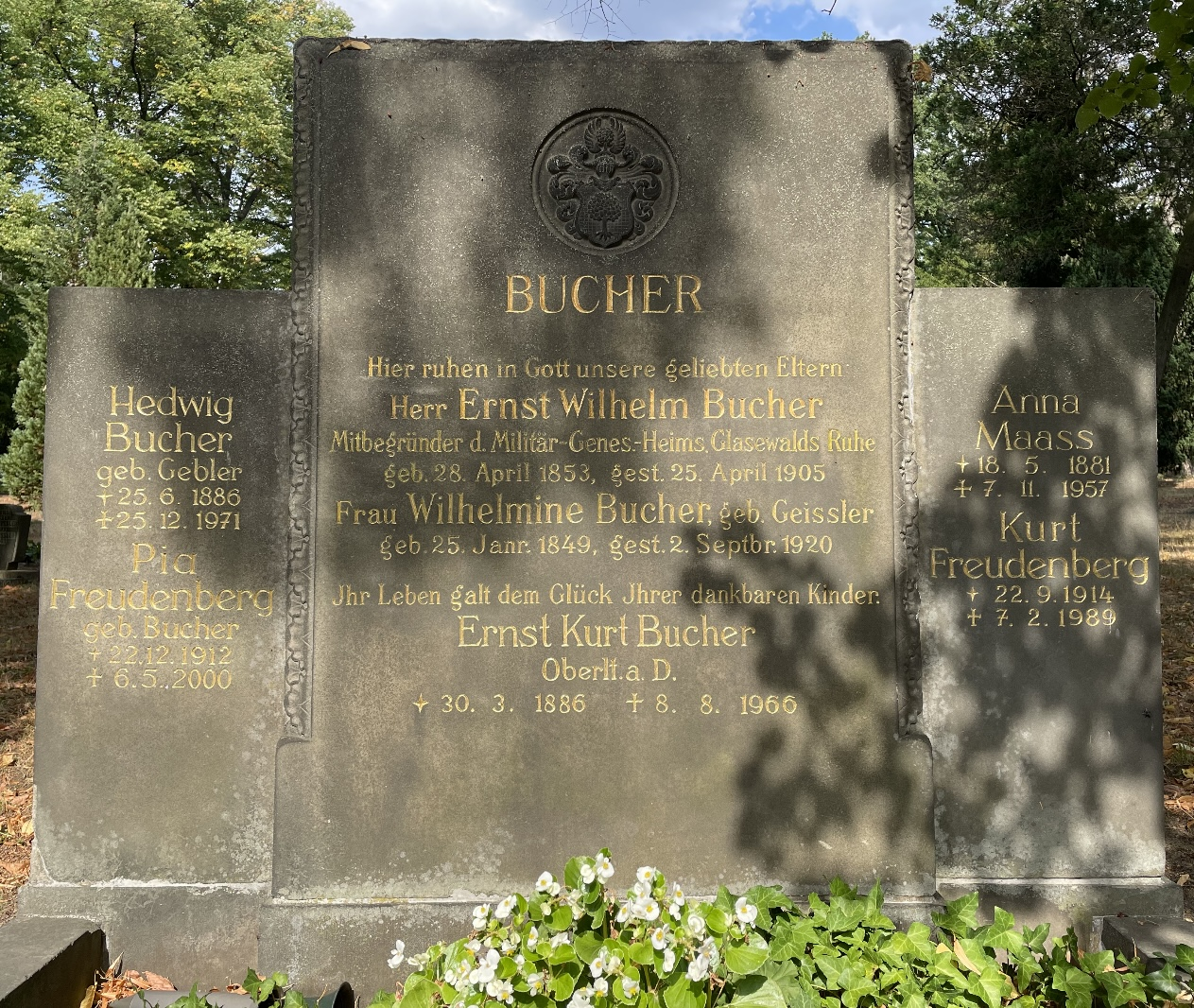
Grablege der Familie Bucher in Dresden

Die Familiengrablege des Handelsmanns und Lazarettinspektors Ernst Wilhelm Bucher (1853–1905), Mitbegründer der Militärgenesungsanstalt des XII. (I. Königlich Sächsischen) Armee-Korps: „Glasewalds Ruhe“ in Wilschdorf bei Dresden, hat sich auf dem St.-Pauli-Friedhof erhalten.

## Stammliste
Zu den vermuteten Vorfahren vgl. Buchner (fränkisch-sächsische Familie).
0. Hans (☐ 15. Dezember 1559 in Eisleben) ⚭ um/vor 1538: Margaretha N.N. (* ca. 1508; ☐ 10. Juni 1594 in Eisleben)
I. a. Margareta (* ca. 1538; ☐ 24. August 1550 in Eisleben)
I. b. Johannes (* ca. 1541; ☐ 25. Januar 1549 in Eisleben)
I. c. Johannes (~ 20. Juli 1550; ☐ 19. Oktober 1550 in Eisleben)
I. d. Martin (~ 10. November 1553 in Eisleben; ☐ 2. September 1616 in Taucha) ⚭ ca. 1580: Benigna N.N. (☐ 27. April 1615 in Taucha) – Stadtrichter in Eisleben, Kirchvater der St.-Annen-Kirche
II. a. [Kind] (☐ 14. Januar 1581 in Eisleben)
II. b. Johannes (~ 24. Juni 1582 in Eisleben; ☐ 10. Februar 1583 in Eisleben)
II. c. Christoph (~ 11. Januar 1584 in Eisleben; ☐ 27. August 1629 in Taucha) ⚭ 22. November 1613 in Taucha: Christina Knorre († 29. September 1637 in Taucha) – Pfarrer in Taucha
III. a. Martin (* 1. November 1614 in Taucha; † 14. Mai 1690 in Zabeltitz) ⚭ 30. Juni 1645 in Großenhain: Anna Trentzsch (* 10. November 1629; † 21. Januar 1707 in Dresden) – Pfarrer in Zabeltitz
IV. a. Christoph Friedrich (s. u. Christoph-Friedrich’scher Ast)
IV. b. Johann Gottfried (s. u. Johann-Gottfried’scher Ast)
IV. c.–n. 8 weitere Söhne und 4 Töchter (bislang nicht identifiziert)
III. b. Christoph (* 11. August 1616 in Taucha; † 5. Oktober 1616 in Taucha)
III. c. Christoph (* 18. Dezember 1617 in Taucha; † um/vor 1629)
III. d. Regina (* 31. Dezember 1620 in Taucha; † 8. September 1637 in Taucha)
II. d. Martin (~ 18. Januar 1586 in Eisleben; um/vor 1592)
II. e. Maria (~ 2. Februar 1588 in Eisleben; ☐ 4. September 1598 in Eisleben)
II. f. Johannes (~ 3. Januar 1590 in Eisleben; ☐ 24. August 1598 in Eisleben)
II. g. Martin (~ 3. April 1592 in Eisleben; ☐ 10. September 1598 in Eisleben)
II. h. Margaretha (~ 9. Juli 1594 in Eisleben; ☐ 4. September 1598 in Eisleben)
II. i. Anna (~ 28. Juli 1598 in Eisleben; ☐ 10. September 1598 in Eisleben)
I. e. Elsa (~ 3. April 1556 in Eisleben; ☐ 15. August 1577 in Eisleben) ⚭ 6. September 1574 in Eisleben: Hans Paunier
Christoph-Friedrich’scher Ast
IV. a. Christoph Friedrich (* 30. Dezember 1651 in Zabeltitz; † 24. März 1716 in Rengersdorf) ⚭ (1.) 8. August 1678: Maria Dorothea Besser (* 2. Februar 1662 in Hoyerswerda; † 7. Mai 1688), ⚭ (2.) 13. Juni 1690 in Rengersdorf: Magdalena Sibylla Senff (* 2. November 1671 in Stolpen; † 2. Mai 1713 in Rengersdorf) – Pfarrer in Frauenhain, Königshain und Rengersdorf
V. a. Urban Gottfried (* 8. August 1679 in Frauenhain; † 1725) – Arzt und Medizintheoretiker
V. b. Catharina Dorothea (* 2. Februar 1682 in Frauenhain) ⚭ 4. März 1710: Johann Samuel Hauffe
V. c. Christoph Ehrenfried (* 12. Juli 1683 in Frauenhain; † 17. Februar 1715 in Neudorf am Gröditzberg) ⚭ 1. November 1707 in Bernstadt a. d. Eigen: Eva Magdalena Albert – Pfarrer in Neudorf am Gröditzberg (heute: Nowa Wieś Grodziska)
VI. a. Christoph Gottfried (* 1708; † 1709)
VI. b. Beate Christiane ⚭ N.N. Zobel
V. d. Benjamin Siegfried (* 8. Mai 1688; † 31. Januar 1771 in Reichenbach) – Ratsherr in Reichenbach
V. e. Carl Christoph (* 1. Mai 1691) – kurfürstlich sächsischer Bauinspektor
V. f. Samuel Friedrich (* 16. September 1692 in Rengersdorf; † 21. Mai 1765 in Zittau) ⚭ 14. Januar 1727 in Bleddin: Johanna Christina Zimmermann (* 1702; † 13. August 1772 in Dresden) – Altertumswissenschaftler in Wittenberg und Gymnasiallehrer in Zittau
VI. a. Christian Friedrich (* 8. November 1727 in Wittenberg; † 24. März 1780 in Dresden) ⚭ (1.) 1756: Juliana Christina Koreuber (* 7. Februar 1736 in Dresden; † 25. März 1767 in Dresden), ⚭ (2.) 1768: Rosina Margaretha Ficker († 1841) – Jurist in Dresden
VII. a. Carl Friedrich Immanuel (* 20. Januar 1754 in Dresden; † 18. März 1755 in Dresden)
VII. b. Gustav Friedrich Adolph (* 8. September 1755 in Dresden) ⚭ 9. Mai 1783 in Dresden: Ernestine Caroline Henriette Hänel (* ca. September 1752; † 8. November 1831 in Dresden) – kurfürstlich sächsischer Geheimer Kriegs-Aktuar in Dresden
VIII. a. Ernestine Adolphine Renate (* 4. Juli 1783 in Dresden; † 4. August 1845 in Dresden) ⚭ 4. Juli 1805 in Dresden: Christian Gottlob Wagner (* 1780; † 1868)
VIII. b. [Tochter] (*† 14. Januar 1786)
VIII. c. Gustav Friedrich Wilhelm (* 7. Mai 1787 in Dresden; † 18. September 1858 in Dresden) ⚭ 2. November 1811 in Dresden: Charlotte Charitas Hofmann (* ca. Juni 1784; † 29. April 1844 in Dresden) – Kriegs-Ministerial-Kalkulator in Dresden
IX. a. Emil Gustav (* 27. März 1812 in Dresden; † 21. Dezember 1817 in Dresden)
IX. b. Claudine Charlotte Ernestine (* 25. März 1813 in Dresden)
IX. c. Oscar Friedrich (s. u. Oscar’scher Zweig)
IX. d. Theodor Wilhelm (* 18. November 1816 in Dresden; † 4. Dezember 1817 in Dresden)
IX. e. Natalia Albina (* 12. September 1818 in Dresden; † 11. Juli 1870 in Dresden)
IX. f. Fedor Gustav (* 24. März 1821 in Dresden; † 14. Januar 1824 in Dresden)
IX. g. Maria Augusta (* 21. Januar 1823 in Dresden)– Lehrerin in Dresden
IX. h. [Kind] (*† ca. 1824 Dresden)
IX. i. Ernst Hugo (s. u. Ernst’scher Zweig)
IX. j. Emma Ottilia (* 13. November 1828 in Dresden)
VIII. d. Carl Ferdinand (* 22. April 1789 in Dresden; † 9. März 1865 in Dresden) ⚭ (1.) 7. März 1815 in Dresden: Juliane Charlotte Geißler (* 12. März 1791 in Dresden; † 10. September 1822 in Dresden), ⚭ (2.) Johanna Rosina Schräbler (* 6. April 1798 in Dresden; † 26. April 1873 in Dresden) – Wasserbau-Inspektor und Chausseegelder-Einnehmer in Dresden
IX. a. Ernst Ferdinand (* 1. Oktober 1815 in Dresden)
IX. b. Oskar († August 1822)
IX. c. Gustav Adolph (* 1. April 1817 in Dresden; † 12. April 1890 in Erfurt) ⚭ (1.) 3. Dezember 1857 in Erfurt: Johanna Augusta Theodora Wilhelmine Teubert (* Januar 1813 Arnstadt; † 3. September 1875 in Erfurt), ⚭ (2.) 28. März 1878 in Erfurt: Anna Maria Staar (* 10. März 1835 in Erfurt; † 23. Februar 1886 in Erfurt) – Medizininstrumentenbauer in Erfurt
IX. d. Ernestine
IX. e. Maria († 18. September 1822)
IX. f. Curt Bruno ⚭ Maria Rosina Kutscher
IX. g. Clotilde Erna (* 10. April 1829 in Dresden)
IX. h. Rudolph Herrmann (* 22. Januar 1832 in Dresden; † 3. September 1902 in Dresden) ⚭ 1855: Agnes Amalie Müller – Uhrmacher in Dippoldiswalde
X. a. Amalie Wilhelmine Elisabeth (* 29. Mai 1856 in Dippoldiswalde)
IX. i. Auguste Minka (* 6. März 1835 in Dresden; † 9. Oktober 1870 in Dresden)
VII. c. Ernst August (* 13. Oktober 1756 in Dresden; † vor 1780)
VII. d. Henriette Juliane (* 22. Mai 1759 in Dresden; † November 1813 in Dresden) ⚭ Gottlieb Sigismund Blochmann (* 5. September 1750; † 12. August 1798)
VII. e. Theodora Concordia (* 8. März 1761 in Dresden; † 19. März 1833 in Leipzig) ⚭ N.N. Munkelt
VII. f. Friederica Renata (* 9. Februar 1763 in Dresden; † 12. November 1821 in Mengelsdorf) ⚭ Ferdinand Traugott Prenzel (* 1770; † 1824)
VII. g. Christian Traugott (* 21. Dezember 1764 in Dresden; † 3. Februar 1808 in Dresden) – Feldscheer der Leibgarde und Botaniker in Dresden
VII. h. Johann Gotthelf (* 3. September 1766 in Dresden; † 8. Februar 1767 in Dresden)
VII. i. Auguste Caroline (* 4. September 1769 in Dresden; † 24. Mai 1850 in Dresden) ⚭ (1.) 18. Oktober 1789 in Dresden: Carl August Fleischer († 1800), ⚭ (2.) Gottlieb Friedrich Otto (* 1751; † 1815)
VII. j. Johanna Christiana (* 7. November 1770 in Dresden; † 27. November 1770 in Dresden)
VII. k. Friedrich Benjamin (* 24. Oktober 1771 in Dresden; † 14. Dezember 1826 in Dresden) ⚭ 13. November 1796 in Dresden: Catharina Rebecca Fiedler – Jurist in Dresden
VIII. a. Friedrich Adolph (* 29. Mai 1799 in Dresden; † 1. Juni 1799 in Dresden)
VIII. b. August Friedrich (* 1. August 1801 in Dresden; † 18. Dezember 1863 in Dresden) ⚭ (1.) Maria Carolina Richter (* ca. 1810; † 1833), ⚭ (2.) Maria Henriette Grohmann (* 1817; † 1868) – Jurist in Dresden
VII. l. Johann Gotthold (* 28. Juli 1773 in Dresden; † vor 1780)
VII. m. Carl Ehregott (* 13. September 1776 in Dresden)
VII. n. Ernestine Wilhelmine (* 1. August 1779 in Dresden)
VI. b. Carl August (* 9. August 1730 in Zittau)
VI. c. Christiana Friderica (* 23. Dezember 1731 in Zittau)
VI. d. [Sohn] (* 1733 in Zittau; † 4. September 1733 in Zittau)
V. g. Martin Gottlob (* 25. September 1694 in Rengersdorf; † 7. März 1771 in Burkersdorf) ⚭ 9. Mai 1724 in Burkersdorf: Christiane Sophie Pfeffer (* 15. Mai 1704; † 5. Januar 1768 in Burkersdorf) – Pfarrer in Burkersdorf
VI. a. [Sohn] (als Kind verstorben)
VI. b. [Sohn] (als Kind verstorben)
VI. c. Christiane Rahel ⚭ 1749: Johann Christoph Manitz († 1767)
V. h. Magdalena Sibylle (* 12. November 1697 in Rengersdorf)
V. i. Johanne Eleonore (* 21. August 1699 in Rengersdorf) ⚭ 1722: Johann Gottlob Daffner
V. j. Immanuel Traugott (* 21. April 1707 in Rengersdorf; † 25. April 1753 in Girbigsdorf) ⚭ Rosina Hänsch
VI. a. Johann Gotthelf (* 4. Januar 1737 in Nieder Seifersdorf; † 1. September 1776 in Leopoldshain) ⚭ 10. Oktober 1769: Johanne Rosine Hering – Pfarrer in Leopoldshain (heute: Łagów (Zgorzelec))
VII. a. Johann Friedrich (* 29. Oktober 1770 in Leopoldshain; † 12. November 1770 in Leopoldshain)
VII. b. Johann Friedrich Gottlieb (* 10. Januar 1772 in Leopoldshain; † 27. Januar 1772 om Leopoldshain)
VII. c. Johanna Charlotta (* 17. März 1773 in Leopoldshain; † 10. April 1773 in Leopoldshain)
VII. d. Johanna Carolina (* 2. Mai 1775 in Leopoldshain)
V. k. Christiane Friederike (* 3. Oktober 1705 in Rengersdorf; † 7. April 1747) ⚭ 5. Juli 1735: Martin Laurentius
V. l. Gotthelf Lebrecht (* 12. Mai 1711 in Rengersdorf)
Oscar’scher Zweig
IX. c. Oscar Friedrich (* 17. April 1815 in Dresden; † 17. September 1885 in Dresden) ⚯ (1.) Johanna Christiane Friederike Bär, ⚭ (2.) 30. August 1853 in Dresden: Thekla Camilla Feilgenhauer (* 18. März 1833 in Dresden)
X. a. Ernst Oskar (* 1. September 1850 in Dresden) – Korps-Stabsapotheker
X. b. Max Oskar (* 29. September 1854 in Dresden; † 18. Januar 1935 in Dresden) ⚭ Marie Helene Bertha Pflugbeil (* 27. Juli 1859 in Pflugern/Kärnten; † 9. Oktober 1943 in Dresden)
XI. a. Felix Karl Oskar (* 14. März 1881 in Gohlis; † 5. März 1946 in Mühlberg/Elbe) ⚭ 27. April 1912 in Dresden: Gertrud Anna Gabriele Leykauf (* 9. Oktober 1893 in Eutritzsch) – Oberst
XII. a. Ralf (* 2. April 1913; † August 1944 in Jassy/Rumänien) – Major i. G.
XII. c. Ruth (* 15. Oktober 1917)
XII. b. Götz (* 18. Juni 1921)
XI. b. Margarethe (* ca. 1882; † ca. 1976) ⚭ Carl Ludwig Wilhelm Senff (* 1879; † 1946)
XI. c. Ilse (* 29. Dezember 1889; † 24. Februar 1890)
X. c. Thekla Margaretha (* 29. September 1855 in Dresden; † 17. Februar 1929) ⚭ 2. August 1873 in Dresden: Friedrich Emil Lange (* 1849; † 1922)
X. d. Alfred Hugo (* 4. April 1858 in Dresden; † 4. Mai 1858 in Dresden)
X. e. Johanna Thekla (* 29. Juli 1863 in Dresden) ⚭ 20. September 1880 in Dresden: Friedrich Wilhelm Selle (* 21. November 1849 in Leipzig; † 1940)
Ernst’scher Zweig
IX. h. Ernst Hugo (* 28. April 1825 in Dresden; † 13. Mai 1890 in Dresden) ⚯ (1.) Christiane Wilhelmine Nelle (* 21. Juni 1826 in Freiberg/Sachsen; † März 1900), ⚭ (2.) 7. November 1859 in Dresden: Julia Anna Florentine Lehmann (* 1837; † 1898) – Arzt in Dresden
X. a. Franz Ernst Wilhelm (* 28. April 1853 in Dresden; † 25. April 1905 in Dresden) ⚭ 22. Oktober 1885 in Dresden: Wilhelmine Geißler (* 26. Januar 1845 in Neuheide/Schlesien; † 2. September 1920 in Dresden) – Lazarettinspektor in Dresden
XI. a. Maria Wilhelmine Franziska (* 12. Juli 1881 in Tharandt; † 16. August 1941 in Stanggaß) ⚭ 11. Juli 1908 in Dresden: Wilhelm Schlicher (* 1880)
XI. b. Ernst Kurt (* 30. März 1886 in Dresden; † 8. August 1966 in Büdingen) ⚭ 11. Mai 1912 in Dresden: Klara Hedwig Mathilde Gebler (* 25. Juni 1886 in Dresden; † 25. Dezember 1971 in Dresden), ⚯ Elisabeth Rämsch – Oberleutnant
XII. a. Pia Ursula Hedwig (* 22. Dezember 1912 in Dresden; † 6. Mai 2000 in Berlin) ⚭ 1939 Dresden: Kurt Freudenberg (* 22. September 1914 in Dresden; † 7. Februar 1989 in Dresden)
XII. b. Eva Barbara Wilhelmine (* 11. September 1918 in Dresden; † 12. Oktober 2007 in Berlin) ⚭ Siegbert Richard Maaß (* 14. März 1917 in Dresden; † 6. Juni 2003 in Berlin)
XII. c. Erika Elisabeth Rämsch (* 28. März 1919 in Dresden; † 21. März 2009 in Hannover)
Johann-Gottfried’scher Ast
IV. b. Johann Gottfried (* 7. März 1660 in Zabeltitz; † 7. Oktober 1737 in Dresden) ⚭ 1690: Eva Dorothea Hoffmann (* 24. Juni 1673 Ebersbach/Sachsen; † 17. März 1750 in Dresden) – Kommissionsrat
V. a. Johann Adolph (* 7. Februar 1702 in Rothnaußlitz; † 11. November 1772 in Meißen) ⚭ 25. April 1737: Christiana Sophia Jauch (* 7. Juli 1708 in Meißen; † 21. Oktober 1786 in Meißen) – Stiftssyndikus in Meißen
VI. a. Adolph Friedrich (* 31. Januar 1738 in Meißen)
VI. b. Friederike Christiane (* 18. März 1741; † 20. März 1825) ⚭ 26. November 1765 in Meißen: Gottlob Sigismund Pistorius (* 12. Oktober 1733 in Freiberg/Sachsen; † 22. Dezember 1777 in Dresden)
VI. c. Carl August (* 2. Januar 1745 in Meißen; † 10. August 1795 in Meißen) – Stiftssyndikus in Meißen
VI. d. Wilhelm Leopold (* 26. April 1751 in Meißen; † 4. August 1823 in Endorf) ⚭ Christiane Henriette Feller (* ca. 1756; † 1811 in Meißen) – Justizamtmann in Endorf
VII. a. August Leopold (* 12. Januar 1783 in Endorf; † 1. Dezember 1864 in Köslin) ⚭ 1816: Sophie Dorothea Hennet – Geographie-Didaktiker und Gymnasiallehrer in Neustettin
VIII. a. Adolph Lothar (* 25. Oktober 1817 in Neustettin; † 12. Oktober 1892 in Glion/Schweiz) – Wirklicher Geheimer Rat und Vertrauter Bismarcks
VIII. b. Arthur Ferdinand (* 10. November 1822 in Köslin; † 26. August 1883 in Berlin) ⚭ 1883 Havelberg: Agnes Helene Ungnad (* 7. Dezember 1836 in Kyritz; † 24. Februar 1916 in Berlin) – Lehrer an der Luisenschule in Berlin
IX. a. Agnes Sophie Helene (* 23. Mai 1868 in Berlin; † 11. Dezember in Berlin) ⚭ (1.) 31. März 1894 in Berlin: Hermann Robert Julius Nagel, ⚭ (2.) 2. Juli 1910 in Berlin: Bruno Hermann Julius Köppen (* 25. Juli 1873 in Berlin)
IX. b. Arthur Friedrich Wilhelm Eduard (* 2. Dezember 1870 in Berlin; † 10. Januar 1871 in Berlin)
IX. c. Leopold Wolfgang Lothar (* 2. Dezember 1870 in Berlin; † 15. Februar 1871 in Berlin)
VIII. c. Adalbert Bruno (* 24. April 1826 in Köslin; † 9. Juni 1899 in Wien) ⚭ 20. Oktober 1854 in Köslin: Sophie Therese Elisabeth Hendeß (* 8. Oktober 1830 in Köslin; † 8. Januar 1896 in Wien) – Direktor des Österreichischen Museums für Kunst und Industrie in Wien
IX. a. Sophie Helene (* 18. September 1855 in Wien; † ca. 1939/40) – Verwalterin des Ebner-Eschenbach-Archivs in Zdislavice
IX. b. Bruno Richard (* 24. März 1857 in Wien) ⚭ 17. Juni 1897 in Magdeburg: Elisabeth Anna Marie Mathilde Klementine von Hering (* 9. Januar 1868 in Magdeburg) – Journalist in Berlin
IX. c. Carl August Lothar (* 23. September 1859 in Wien; † 18. August 1860 in Wien)
IX. d. Elisabeth (* Februar 1862 in Wien; † 2. März 1862 in Wien)
IX. e. Carl Lothar (* 9. August 1864 in Wien; † 30. August 1864 in Wien)
IX. f. Marie Luise (* 6. Juli 1865 in Wien; † 1930 in Hannover) ⚭ 20. Mai 1888 in Wien: Hermann Carl Robert Wilhelm Leisching (* 1860; † 1903)
VII. b. Adolph (* 1784; † 1812 in Russland)
VII. c. Eberhard (* 1788; † 1812 in Russland)
VII. d. Eduard (* 1790; † 1812 in Russland)
VII. e. [Tochter]
VII. f. [Tochter]
VII. g. Ludwig Ferdinand (* ca. 1789; † 28. Februar 1855 in Dresden) ⚭ 27. Dezember 1826 in Dresden: Carolina Friedericia Triebel – Oberstleutnant
VIII. a. Louisa Carolina Emilia (* 5. April 1828 in Dresden; † 28. Dezember 1828 in Dresden)
VIII. b. Hermann Friedrich Julius (* 12. Juli 1829 in Dresden; 18. Dezember 1834 in Dresden)
VIII. c. Maria Johanna Eleonora (* 15. Februar 1831 in Dresden; † 8. November 1831 in Dresden)
VIII. d. Otto Carl (* 5. Juni 1832 in Dresden; † 1911) ⚭ 30. Mai 1858 in Dresden: Maria Augusta Endell (* 1836) – Oberstleutnant
IX. a. Hans Ludwig Eduard (* 27. April 1859 in Dresden; † 3. August 1885)
IX. b. Max Hüon Adolph (* 23. Mai 1860 in Dresden; † 5. Juli 1903 in Dresden) ⚭ Johanna Margarethe Langen – Major
X. a. Margarethe Hanna (* 15. Juni 1895 in Marienberg) ⚭ 25. September 1917 in Dresden: Hans Karl Poten (* 4. September 1884 in Grimma; † 4. Februar 1940 in Bremen)
IX. c. Lucia Clara Maria (* 15. Januar 1867 in Dresden) ⚭ 29. Juli 1922 in Dresden: Ferdinand Emil Hagemann (* 1862)
IX. d. Margarethe (* 19. Juli 1877)
VIII. e. Maria Amalia (* 2. September 1833 in Dresden; † 15. Oktober 1901) ⚭ Reichsgraf Gaschin
VIII. f. Herrmann Ludwig (* 22. Dezember 1834 in Dresden; † 19. November 1881 in Pirna) ⚭ (1.) 21. Mai 1863 in Dresden: Emilia Anna Endell (* ca. 1842; † 10. April 1864 in Dresden), ⚭ (2.) 24. März 1868 in Dresden: Ida Adele Beyer († 23. Dezember 1907) – Major
IX. a. Arthur (* 29. Mai 1863) ⚭ Laura Ticzek
X. a. Johanna
IX. b. Adolph Ludwig (* 10. April 1864 in Dresden; † 21. September 1914 bei Beaumarais) – Major
IX. c. Carl Richard (* 24. Dezember 1868 in Dresden; † 18. Dezember 1940 in Dresden) ⚭ 19. September 1896 Leipzig: Anna Katherine Sachsenröder – Oberst
X. a. Wolfgang Hermann Eugen (* 15. Juli 1898 in Leipzig; † 14. Februar 1944 bei Tscherkassy) ⚭ 15. Juli 1922 Löbau: Lucie Julie Erika Mueller (* 3. November 1904; † 20. Februar 1973) – Generalmajor
X. b. Elfriede Anna Adele (* 30. Oktober 1900 in Leipzig; † 4. Februar 1991) ⚭ 4. Mai 1922 in Dresden: Walter Rossner (* 1889; † 1966)
X. c. Anneliese Käthe (* 19. Dezember 1906 in Strassburg/Preußen; † 9. Januar 1985)
IX. d. Curt (* 20. Januar 1876; † 18. Oktober 1914 in Rethel) – Hauptmann
VIII. g. Max Adolph (* 2. Mai 1836 in Dresden; † 30. November 1895) ⚭ 16. Januar 1868 Dresden: Julia Margaretha Bertha Lussert – Hotelier in Dresden
IX. a. Franz Otto Friedrich (* 23. Juni 1869; † 11. Februar 1922) – Kaufmann
IX. b. Clara Margarethe (* 19. November 1870 in Dresden; † 4. Dezember 1870 in Dresden)
IX. c. Marie Margarethe Elise (* 20. Mai 1872 in Dresden; † 9. Juni 1885)
IX. d. William Oskar Fritz (* 13. November 1873 in Dresden; † 12. Januar 1932 in Altona-Nienstedten) ⚭ Charlotte Anna Josephine Schumacher – Exporteur in Hamburg
IX. e. Hans (* 6. Märr 1878) ⚭ Herta Lehmann – Kaufmann
X. a. Fritz (* 1. Mai 1920)
VIII. h. Alexander Richard (* 23. Januar 1838 in Dresden; † 30. November 1908 in Dresden) – Generalmajor
VIII. i. Helene Caroline (* 12. Juni 1841 in Dresden; † 12. Juli 1841 in Dresden)
VIII. j. Friedrich Hugo (* 15. Januar 1843 in Dresden; † 6. Februar 1911 in Dresden) ⚭ Maria Antoinetta Laura Gay – Oberst
IX. a. Johanna Clara Auguste Bucher (* 11. Januar 1872 in Bautzen; † 24. Oktober 1942 in Wiesbaden) ⚭ 3. April 1895 in Eisenach: Otto Eduard Karl von Kathen (* 1857; † 1932)
IX. b. Margarethe Hermine Alexandrine Wilhelmine (* 8. August 1874 in Bautzen) ⚭ 9. Oktober 1917 in Dresden: Friedrich Gustav Reinhold Schulz (* 15. April 1869 Staffelde/Stendal; † 1932)
IX. c. Ludwig (* 1878; † 1895) – Fähnrich
VI. e. Ernst Leonhard (* 24. September 1752 in Meißen; † 11. Februar 1831 in Torgau) ⚭ Erdmuthe Friederike Sophie Berthold (* 2. Oktober 1759 in Drögnitz; † 21. März 1824 in Drögnitz)
VII. a. Karl Friedrich Bucher (* 30. Juli 1785 in Torgau; † 6. Juli 1861 in Leipzig) ⚭ 25. Mai 1817 in Torgau: Carolina Marianne Biener (* 22. Oktober 1794 in Torgau; † 6. August 1865 in Leipzig) – Kaufmann und Bankier in Leipzig
VIII. a. Otto Karl (* 1. Juli 1818 in Leipzig; † 21. August 1819 in Leipzig)
VIII. b. Herta Luise (* 15. Februar 1820 in Leipzig)
VIII c. Robert Carl (* 17. Mai 1822 in Leipzig)
VIII. d. Thekla Ernestine (* 10. April 1826 in Leipzig; † 22. Juni 1898 in Leipzig) ⚭ 14. August 1848 in Leipzig: Karl Jakob Kees
VIII. e. Agnes Paulina (* 7. März 1831 in Leipzig) ⚭ 1857 in Leipzig: Ernst Julius Günther
V. b. Michael Gottlob (* ca. September 1704 in Rothnaußlitz; † 31. Januar 1787 in Dresden) ⚭ Christiana Eleonora N.N. – kursächsischer Kammer-Kommissionsrat in Dresden
VI. a. Friedrich Gottlob (* 3. Februar 1754 in Leipzig; † 6. September 1786 in Eboldshausen) – Pfarrer in Eboldshausen
VI. b. Rahel Eleonora
V. c. Rahel Susanna ⚭ 19. November 1720 in Dresden: Johann Friedrich Fleuter
V. d. Heinrich Traugott († 7. März 1717 in Dresden)
V. e. Eva Christina (* ca. 1712; † 14. Juli 1743 in Dresden) ⚭ Benjamin Acoulouth (* 26. Juli 1695; † 1759)

## Wappen
Blasonierung: Im von Silber und Schwarz geteilten Schild eine entwurzelte Buche in natürlichen Farben. Auf dem Helm dieselbe Buche zwischen zwei Flügeln.

Wappen der Familie Bucher in Siebmachers Wappenbuch, 1916